# Kazakstans senat
Kazakstans senat (kazakiska Қазақстан Парламентінің Сенаты, Qazaqstan Parlamentiniń Senaty) är överhuset till Kazakstans parlament. Den består av 47 senatorer som är partipolitiskt obundna.
I val väljs det två senatorer från varje valkrets. 15 senatorer är nominerade av presidenten. Mandatperioden är sex år..
Senatens talman ersätter republikens president om hen är inte tillgänglig. Sedan maj 2020 har talmannen varit Mäulen Äshimbaev.
Kazakstans tidigare president Nursultan Nazarbajev har sedan 2019 varit en "hederssenator" vilket betyder att han kan delta i både kamrars sessioner där han har rätt att tala och bli hörd.